# Мостовское водохранилище
Мостовское водохранилище — небольшое водохранилище озёрного типа, расположенное в Оленинском районе Тверской области. Сооружено на реке Дроздовка, левом притоке Берёзы (бассейн Межи).
Расположено в 3 километрах к югу от посёлка Мирный. Высота над уровнем моря — 208,5 метров. Площадь водохранилища — 1,8 км². Протяжённость береговой линии — более 6,6 км.
На северном берегу водохранилища расположена деревня Новая.